# Al and Zoot in London
Al and Zoot in London è un album di Al Cohn e Zoot Sims, pubblicato dalla World Records nel 1967. Il disco fu registrato nel dicembre del 1965 a Londra, Inghilterra.

## Tracce
Lato A
1. Shoft – 5:02
2. Haunted Jazz Club – 5:16 (Stan Tracey)
3. Zoot's Tune – 4:09 (Zoot Sims)
4. Cockle Row – 6:14 (Stan Tracey)

Lato B
1. Pete's Tune N°1 – 4:53
2. Flaming June – 6:02
3. Mr. George – 6:07 (Al Cohn)
4. Pete's Tune N°2 – 3:41

## Musicisti
- Al Cohn - sassofono tenore
- Zoot Sims - sassofono tenore
- Peter King - sassofono alto, sassofono tenore
- Jack Sharpe - sassofono tenore, sassofono baritono
- Stan Tracey - pianoforte
- Rick Laird - contrabbasso
- Jackie Dougan - batteria[1]